# Pir Sayyid Ihsanullah Shah Rashdi
 (août 2024).
La mise en forme du texte ne suit pas les recommandations de Wikipédia : il faut le « wikifier ».
Les points d'amélioration suivants sont les cas les plus fréquents. Le détail des points à revoir est peut-être précisé sur la page de discussion.
- Les titres sont pré-formatés par le logiciel. Ils ne sont ni en capitales, ni en gras.
- Le texte ne doit pas être écrit en capitales (les noms de famille non plus), ni en gras, ni en italique, ni en « petit »…
- Le gras n'est utilisé que pour surligner le titre de l'article dans l'introduction, une seule fois.
- L'italique est rarement utilisé : mots en langue étrangère, titres d'œuvres, noms de bateaux, etc.
- Les citations ne sont pas en italique mais en corps de texte normal. Elles sont entourées par des guillemets français : « et ».
- Les listes à puces sont à éviter, des paragraphes rédigés étant largement préférés. Les tableaux sont à réserver à la présentation de données structurées (résultats, etc.).
- Les appels de note de bas de page (petits chiffres en exposant, introduits par l'outil «  Source ») sont à placer entre la fin de phrase et le point final[comme ça].
- Les liens internes (vers d'autres articles de Wikipédia) sont à choisir avec parcimonie. Créez des liens vers des articles approfondissant le sujet. Les termes génériques sans rapport avec le sujet sont à éviter, ainsi que les répétitions de liens vers un même terme.
- Les liens externes sont à placer uniquement dans une section « Liens externes », à la fin de l'article. Ces liens sont à choisir avec parcimonie suivant les règles définies. Si un lien sert de source à l'article, son insertion dans le texte est à faire par les notes de bas de page.
- La présentation des références doit suivre les conventions bibliographiques. Il est recommandé d'utiliser les modèles {{Ouvrage}}, {{Chapitre}}, {{Article}}, {{Lien web}} et/ou {{Bibliographie}}. Le mode d'édition visuel peut mettre en forme automatiquement les références.
- Insérer une infobox (cadre d'informations à droite) n'est pas obligatoire pour parachever la mise en page.

Pour une aide détaillée, merci de consulter Aide:Wikification.
Si vous pensez que ces points ont été résolus, vous pouvez retirer ce bandeau et améliorer la mise en forme d'un autre article.
 (août 2024).
Sayyid Ihsanullah Shah Rashdi, né le 13 janvier 1896 à Pir Jhando et mort le 28 septembre 1939, est un chef spirituel et un érudit islamique, communément connu sous le nom de Pir de Jhando le Cinquième. Pendant la période du Raj britannique, il participe activement au Mouvement Khilafat, dirigeant sa communauté et apportant des contributions significatives aux affaires sociales et politiques du Sindh,,,,,,:195

## Jeunesse et éducation
Ihsanullah Shah Rashdi nait le 13 janvier 1896 à Pir Jhando, près de Saeedabad Tehsil, au Sind. Il est le fils cadet de Pir Rushdullah Shah Rashdi. Il étudie à Madirsah Dar-ul-Rashad, fondé par son père:195
Il a étudié avec divers enseignants influents, y compris Muhammad Amin Matoor, Obaidullah Sindhi, Muhammad Laghari, Ilahi Bakhsh Riyasti de Bahawalpur, Ahmad Ali Lahori, et Muhammad Akram Ansari.
Après le décès de son père en 1923, il a été choisi pour diriger la famille et la communauté (appelée 'jamaat') en tant que chef spirituel. Il s'est consacré à l'étude des ouvrages sur l'interprétation (tafsir), les traditions (hadith), Al-Kamal fi Asma' al-Rijal, l'histoire, et divers autres domaines du savoir. Il a dirigé la bibliothèque de 1923 à 1937,.

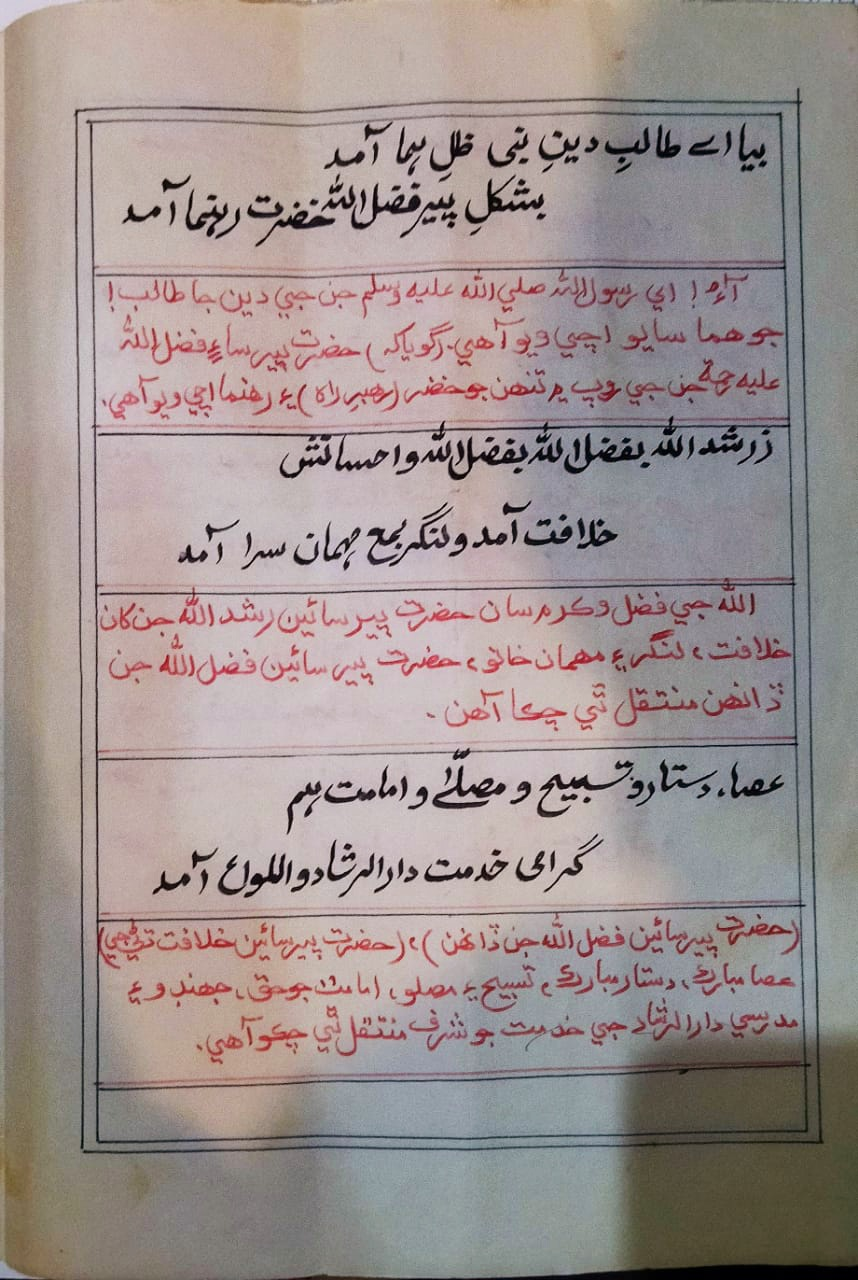
"Le qasida sindhi a été composé par Maulana Muhammad Khalifa du Pir Ihsanullah Shah Rashdi [Pir de Jhando le Cinquième] et a été présenté lors d'une conférence tenue au Dar al-Rashad Pirjhanda, Sindh en 1342 A.H (1923)."

## Relations académiques
Ihsanullah Shah Rashdi a correspondu avec une large constituance au-delà du sous-continent indien, y compris des lettres échangées avec Roi Abdul Aziz, le Sultan dArabie Saoudite:41
En 1924, lorsque le roi a pris le contrôle de La Mecque et en 1925, de Médine, il a apporté des changements significatifs aux pratiques qu'il considérait comme non islamiques. Cela a inclus la démolition de tombes, ce qui a suscité la controverse, notamment au Sindh. Les habitants du Sindh ont critiqué le roi et les érudits du Hijaz et de La Mecque pour ces actions. En réponse, Ihsanullah Shah Rashdi a rédigé un livret intitulé "Imam Mubeen." Ce livret visait à démontrer, à l'aide de preuves tirées du Coran, des hadiths et des enseignements du passé, que les actions du roi étaient conformes à la loi divine. De nombreux exemplaires du livret ont été distribués parmi les membres de la communauté ou jamaat au Sindh pour garantir que l'information soit reçue et comprise par la population du Sindh.
Une copie manuscrite de Imam Mubeen est conservée à la Maktaba Rashidiyah.:9

## Rôle dans le Mouvement Khilafat
Ihsanullah Shah Rashdi a montré un intérêt pour les activités religieuses avec des aspects politiques. Il a participé activement au Mouvement Khilafat lorsqu'il a commencé au Sindh, jouant un grand rôle dans la résistance contre le Raj britannique. Un jour, lui et un groupe de Jamaat ont rencontré un commissaire, exprimant leur soutien au mouvement. Ils ont souligné que le Khilafat était crucial pour leurs croyances religieuses, notamment pour la protection des lieux saints. Ils ont déclaré qu'ils resteraient silencieux si le gouvernement respectait ces lieux, mais ont promis de s'exprimer si ces lieux n'étaient pas protégés:10
Dans le cadre du Mouvement Khilafat, son père, Pir Rushdullah Shah Rashidi, a symboliquement fait don de son turban sacré au Fonds d'Angora. Le lendemain, après la prière du vendredi, le fils de Pir Rushdullah Shah, Pir Imam Shah, a tenté de découvrir qui avait acheté le turban. Il s'est avéré que c'était Ihsanullah Shah, qui a ainsi apporté une contriybution significative. Cet incident montre l'engagement fort des musulmans et de leurs partisans envers le Mouvement Khilafat au Sindh.:10

## Famille
Ses fils Allamah Muhibullah Shah Rashdi (1923-1995) et Allamah Badiuddin Shah Rashdi (1926-1996) ont poursuivi la diffusion des enseignements de leur père.

## Décès
Il est décédé le 28 septembre 1939 à Dargah Sharif Pir Jhando. Syed Sulaiman Nadvi a noté sa réputation d'érudit distingué dans les domaines du hadith et de la science des hommes.